# 제22호 과학위성 히노데
히노데(일본어: ひので→일출), 또는 SOLAR-B는 일본 우주항공연구개발기구 주도로 미국 및 영국과 협력하여 진행한 태양 탐사 계획으로, 요코 (Solar-A) 탐사선의 후속 미션이다. 히노데는 2005년 9월 22일 UTC 21시 36분(현지 시간 06:36)에 우치노우라 우주 센터에서 M-V 로켓에 실려 발사되었으며, 히노데는 M-V 로켓에 실려 발사된 마지막 인공위성이다. 히노데는 발사 이후 태양을 향시 관찰 가능한 명암 경계선 근처에 자리를 잡았으며, 같은 해 10월 28일 탐사선이 최초로 사진을 보내왔다.
히노데가 수집한 자료는 노르웨이 스발바르 제도 롱이어비엔에 있는 스발바르 인공위성 기지로 전송된 다음, 해저 케이블을 통해 일본, 북미, 유럽 등 세계 각지로 전송되었다.

## 임무
히노데는 태양 자기권 탐사용 수명 3년짜리 위성이었으며, 자기권 및 태양 대기에서의 상호작용을 관측하기 위해 광학, 자외선, X선 관측 장비가 실려 있었다. 영국에서는 극자외선 사진 분광기(EIS)를, NASA에서는 초점면 패키지(FPP), X선 망원경(XRT), 극자외선 사진 분광기(EIS)를 각각 제작했다.

## 장비

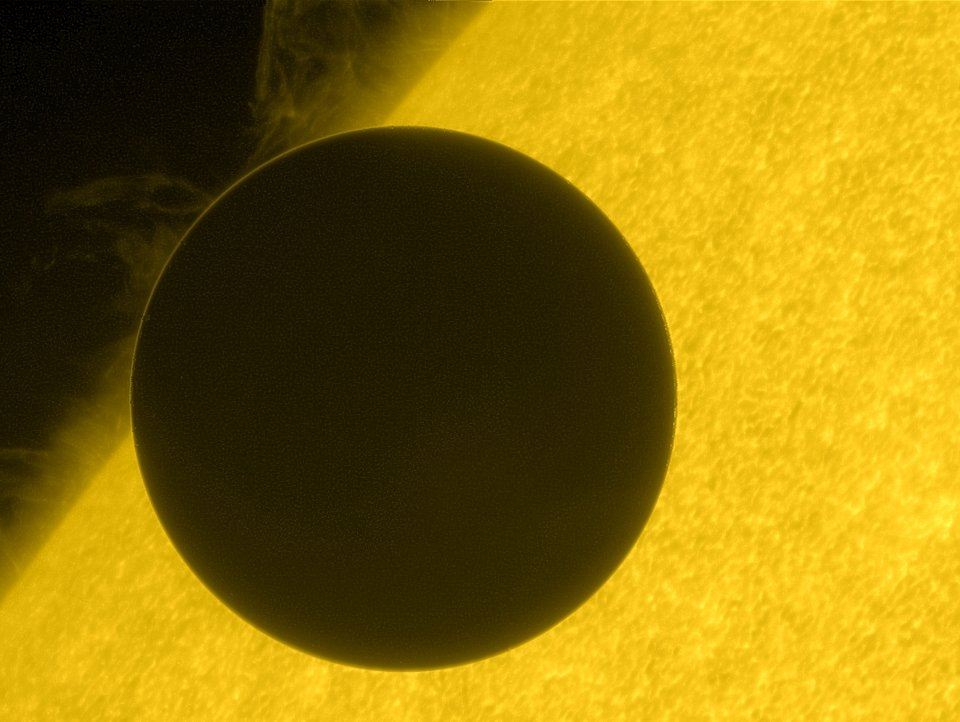
히노데가 촬영한 2012년 금성 일면통과.

히노데에 실린 태양 연구용 장비들은 다음과 같다.
SOT (태양 광학 망원경)
구경 0.5미터, 각분해능 0.2 각초, 시야 4002 각초인 그레고리안식 광학 망원경으로, SOT의 초점면 패키지(FPP)에는 세 가지 광학 장비가 포함되어 있다.
- 광대역 필터 사진기(BFI): 태양 광구 사진을 필터 6개를 이용해 촬영할 수 있다.
- 협대역 필터 사진기(NFI): 조정 가능한 필터를 사용했으며, 태양 표면의 자기장 및 도플러 효과를 측정할 수 있다.
- 분광 편광계(SP): 시간에 따른 자기장 변화를 매우 세밀하게 기록할 수 있다.

FPP에는 상호관계 추적기(CT)도 실렸는데, SOT의 사진을 쌀알무늬를 기준으로 하여 1 각초 단위로 보정한다. 이 정도 정밀도는 이전 태양 탐사선들의 장비(SOHO의 MDI 장비 등)들보다 약 5배 정도 향상된 정밀도이다.
XRT (X선 망원경)
태양 코로나에서 가장 뜨거운 부분을 CCD 화질 1 각초화소 정도로 촬영하기 위해 월터 I 망원경을 개조한 형태이며, 총 시야는 34 각분으로 태양 전체를 촬영할 수 있다. XRT 중 망원경 부분은 스미소니언 천체 관측소 및 하버드 대학교 천문대에서 개발했으며, 카메라는 일본 국립천문대와 JAXA가 개발하였다.
EIS (극자외선 사진 분광기)
17.0-21.2 및 24.6-29.2 nm 대역 극자외선을 입사시키는 분광기로, 해상도는 2 각초, 시야는 560 x 512 각초2이다. EIS가 검출하는 온도 대역은 50,000 ~ 2,000,000 켈빈으로, 태양 코로나가 달궈지는 과정을 연구한다.

## 같이 보기
- SOHO